# Neptune's Pride
Neptune's Pride est un jeu vidéo de stratégie au tour par tour (4X) développé et édité par Iron Helmet Games en 2010 sur Windows.

## Prix
Le jeu a reçu une mention honorable au Grand prix Seumas-McNally de l'Independent Games Festival 2011.